# Jacques Neveu de Pouancey
Pour les articles homonymes, voir Neveu.
Jacques Neveu de Pouancey, neveu du gouverneur de Saint-Domingue Bertrand d'Ogeron de La Bouëre, il devient lui-même gouverneur de l'île en 1676, et entreprend dès son arrivée de désarmer les pirates, boucaniers et flibustiers et de favoriser la culture du sucre aux dépens de celle du tabac, deux ans après la création de la ferme du tabac et de la Compagnie du Sénégal. Cette politique se heurte très vite à la résistance des petits planteurs de tabac.
En 1677, il écrit à Colbert pour l'informer des premiers résultats dans la lutte contre les flibustiers, tandis que la capitale de la colonie est déplacée, de l'île de la Tortue à Port-de-Paix sur la grande île de Saint-Domingue. Il souligna le déclin de la flibuste, avec son corollaire le développement des plantations dans les établissements français de Saint-Domingue. Il constatait le départ des flibustiers de la Tortue au profit du Petit-Goâve et regrettait beaucoup les hostilités avec la Hollande. Il a rédigé une définition du métier de flibustier en 1677 dans un mémoire au Roi de France. 
Après avoir supervisé le passage au statut de planteur de sucre à la Martinique d'un des chefs des flibustiers, Charles François d'Angennes, marquis de Maintenon, il quitte son poste de gouverneur en 1682 et c'est un autre angevin, Pierre-Paul Tarin de Cussy, qui lui succède de 1684 à 1691.